# Copperhead
För andra betydelser, se Copperhead (olika betydelser).

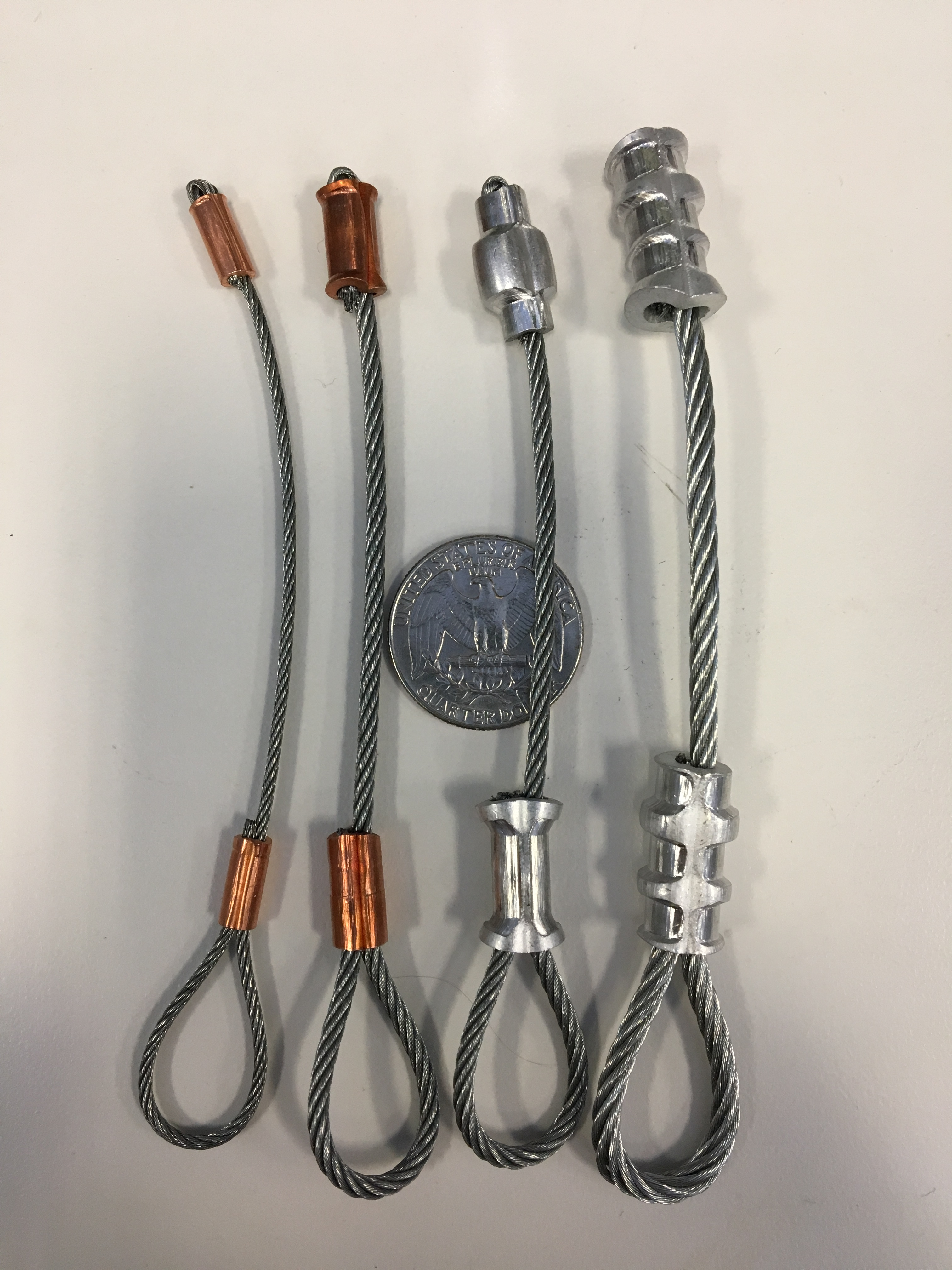
Olika typer av Copperheads.

Copperheads är en slags klättersäkring som man placerar i ytliga, grunda vertikala sprickor och sprickor som vidgas utåt. Vanliga kilar kräver att sprickan vidgas lite inåt, eller i alla fall att sidorna är jämna, för att kunna placeras optimalt. Copperheads används nästan uteslutande inom teknisk klättring där säkringen snarare används som ett tekniskt hjälpmedel för att klättra upp för berget än som en ren fallsäkring då en copperhead knappt håller för en människas kroppsvikt.
En copperhead består av en stålvajer som bildar en ögla i ena änden, och i andra änden är en cylinderformad klump av koppar (därav namnet, copperhead=kopparhuvud). Den placeras med hjälp av klätterhammare, och inte sällan rundade mejslar i olika storlekar och former.
För att placera en copperhead optimalt i en spricka måste man "smeta" ut kopparen så mycket som möjligt. Då använder man den spetsigare delen av hammaren för att pressa in materialet. På de mindre storlekarna, och på svåra placeringar med de större, är hammarens spetsigare del inte tillräckligt exakt, och man tar då hjälp av mejslar för att öka precisionen. Copperheads är förbrukningsvara, de deformeras vid varje tillfälle de placeras, och till slut går de inte att använda då kopparhuvudet spricker in till vajern. Om detta händer gör man bäst i att lämna den istället för att rensa den då risken är stor att en del av kopparhuvudet slits av och fastnar i placeringen och på så sätt förstör säkringsläget.
De större storlekarna tillverkas ofta av aluminium, och kallas då aluheads. Aluminium är "smetigare" än koppar och går ofta inte att återanvända lika många gånger. De kan också tillverkas av bly, leadheads. Det finns också circleheads som är till för att placeras i horisontella sprickor. De finns också både i aluminium och koppar. Samlingsnamnet för alla varianter är "heads".
Små copperheads är väldigt dåliga säkringar, de minsta går ofta sönder, vajern går av bara man testar dem, de går alltså inte att testa bra. De större kan däremot hålla bra. Copperheads räknas dock generellt som dåliga säkringar.